# Хроніки Дюни (цикл)
«Хроніки Дюни» — цикл науково-фантастичних романів американського письменника Френка Герберта, який став частиною великої франшизи.

## Романи циклу
- Дюна (англ. Dune)
- Месія Дюни (англ. Dune Messiah)
- Діти Дюни (англ. Children of Dune)
- Бог-Імператор Дюни (англ. God-Emperor of Dune)
- Єретики Дюни (англ. Heretics of Dune)
- Капітула Дюни (англ. Chapterhouse: Dune)

Ця фантастична гексалогія охоплює період в 5000 років і є однією з наймасштабніших епопей в історії світової фантастики. Остання книга гексалогії не завершує циклу — Френк Герберт планував написати ще один, завершальний роман. Син письменника Брайан Герберт у співавторстві з іншим відомим фантастом, Кевіном Андерсоном, написали два романи-продовження по збережених чернетках — «Мисливці Дюни» (англ. Hunters of Dune) і «Піщані хробаки Дюни» (англ. Sandworms of Dune).
До циклу також примикає розповідь Френка Герберта «Шлях до Дюни» з книги «Око», опублікованої у 1985 р.
Назви планет з цього циклу науково-фантастичних романів Френка Герберта робоча група МАС за номенклатури планетної системи використовують для найменування деталей поверхні Титану — лабіринтів і рівнин.

## Персонажі
- Пол Атрейдес (Муад'діб)
- Алія Атрейдес
- Леді Джессіка
- Бог-імператор Лето II (Тиран)
- Дункан Айдахо (і його гхоли)
- Сіона Атрейдес
- Шиана
- Майлз Тег (і гхола)
- Дарві Одраде
- Мурбелла

## Продовження
Серії Брайана Герберта і Кевіна Андерсена:
- Прелюдія до Дюни (Трилогія Домів)
  - «Дюна: Дім Атрейдесів»
  - «Дюна: Дім Харконненів»
  - «Дюна: Дім Корріно»
- Легенди Дюни
  - «Дюна: Батлерианський Джихад»
  - «Дюна: Хрестовий похід машин»
  - «Дюна: Битва за Коррін»
- Трилогія Великих Шкіл (про події 1-го століття після завершення Батлерианського Джихаду)[2]
  - «Орден сестер Дюни» (The Sisterhood of Dune) (3 січня 2012 р.)
  - «Ментати Дюни» (The Mentats of Dune) (11 березня 2014 р.)
  - «Навігатори Дюни» (13 вересня 2016 р.)

- Герої Дюни
  - «Пол  з Дюни»
  - «Вітри Дюни» (колишня назва «Джессіка з Дюни»)
  - «Престол Дюни» (колишня назва «Ірулан з Дюни») (не опублікований)
  - «Лето з Дюни» (не опублікований)
- Дюна 7
  - «Мисливці Дюни»
  - «Піщані хробаки Дюни»
- Розповіді про Дюну
  - з книги «Шлях до Дюни»:
    - Шепіт Каладанських морів
    - Полювання на Харконенів: Історія Батлерианського Джихаду
    - Мек для биття: Історія Батлерианського Джихаду
    - Особи мучеників: Історія Батлерианського Джихаду

  - з книги «Історії Дюни»[3]:
    - Весільний шовк (Wedding Silk)
    - Морське дитя (Sea Child)
    - Скарб в пісках (Treasure in the Sand)
    - Дюна: кров і вода (Dune: Blood and Water)
    - Дюна: правосуддя фріменів (Dune: Fremen Justice)

- Шлях до Дюни (збірка оповідань, вирізаних глав та інших матеріалів про Дюну)

Інші книги:
- «Енциклопедія Дюни» (під редакцією доктора Вілліса В. МакНелли)

## Переклади українською
- Френк Герберт. Дюна. Харків: КСД, 2017, 656 стор. ISBN 978-617-12-2554-1. Переклад з англійської: Анатолій Пітик, Катерина Грицайчук
- Френк Герберт. Месія Дюни. Харків: КСД, 2018, 256 стор. ISBN 978-617-12-4964-6. Переклад з англійської: Наталя Михаловська
- Френк Герберт. Діти Дюни. Харків: КСД, 2020, 464 стор. ISBN 978-617-12-7665-9. Переклад з англійської: Наталя Михаловська
- Френк Герберт. Бог-Імператор Дюни. Харків: КСД, 2020, 512 стор. ISBN 978-617-12-8130-1. Переклад з англійської: Наталя Михаловська
- Френк Герберт. Єретики Дюни. Харків: КСД, 2022, 592 стор. ISBN 978-617-12-9267-3. Переклад з англійської: Наталя Михаловська
- Френк Герберт. Капітула Дюни. Харків: КСД, 2022, 576 стор. ISBN 978-617-12-9778-4 . Переклад з англійської: Наталя Михаловська